# Петер Дубовський
Петер Дубовський (словац. Peter Dubovský, 7 травня 1972, Братислава — 23 червня 2000, Самуї) — чехословацький і словацький футболіст, що грав на позиції нападника.
Виступав за клуби «Слован», «Реал Мадрид» та «Реал Ов'єдо», а також збірні Чехословаччини і Словаччини.
Чемпіон Чехословаччини. Володар Суперкубка Іспанії з футболу. Чемпіон Іспанії. Футболіст 1993 року в Словаччині.

## Клубна кар'єра
У дорослому футболі дебютував 1989 року виступами за команду клубу «Слован», в якій провів чотири сезони, взявши участь у 94 матчах чемпіонату. Більшість часу, проведеного у складі братиславського «Слована», був основним гравцем атакувальної ланки команди. У складі братиславського «Слована» був одним з головних бомбардирів команди, маючи середню результативність на рівні 0,56 голу за гру першості. В сезонах 1991-1992 і 1992-1993 ставав найкращим бомбардиром чехословацької першості, забивши відповідно 27 і 24 голи. У другому з цих сезонів, який виявився останнім в історії чемпіонатів Чехословаччини, допоміг братиславській команді здобути чемпіонський титул.
1993 року забивного словацького форварда запросив до своїх лав один з іспанських «грандів», «Реал Мадрид». У своєму першому сезоні в Іспанії Дубовський регулярно виходив на поле у складі «вершкових», хоча забитими голами практично не відзначався. З приходом на тренерський місток «Реала» Хорхе Вальдано словак практично припинив потрапляти до складу команди «королівського клубу», хоча й став у її складі чемпіоном Іспанії 1994-1995. Рівень гри, який того сезону почав показувати у головній команді клубу вихованець його академії 17-річний Рауль Гонсалес, практично перекреслив перспективи Дубовського в мадридській команді.
Тож 1995 року словак залишив Мадрид аби приєднатися до середняка Ла-Ліги, клубу «Реал Ов'єдо». Захищав кольори команди з Ов'єдо протягом наступних п'яти сезонів, аж до своєї передчасної смерті влітку 2000 року.

## Виступи за збірні
1991 року дебютував в офіційних матчах у складі національної збірної Чехословаччини. До розпаду Чехословаччини у 1993 році встиг провісти за цю національну команду 14 матчів і забити 6 голів.
З утворенням національної збірної Словаччини того ж 1993 року став захищати її кольори. До своєї загибелі у 2000 році взяв участь 33 офіційних матчах словацької збірної. Його 12 забитих голів за цю команду протягом декількох років лишалися рекордом серед гравців збірної Словаччини.

## Смерть
У червні 2000 року відпочивав зі своєю нареченою на таїландському острові Самуї. Фотографуючи краєвиди природи з однієї зі скель, футболіст підійшов до краю обриву, підслизнувся і впав з 10-метрової висоти. Помер на місці від отриманих травм.

## Титули і досягнення

### Командні
- Чемпіон Чехословаччини (1):

«Слован»: 1991-1992
- Володар Суперкубка Іспанії з футболу (1):

«Реал Мадрид»: 1993
- Чемпіон Іспанії (1):

«Реал Мадрид»: 1994-1995

### Особисті
- Футболіст року в Словаччині (1):

1993
- Найкращий бомбардир чемпіонату Чехословаччини (2):

1991-1992, 1992-1993